# ۵ ذی‌الحجه
۵ ذیحجه، پنجمین روز از ماه ذیحجه در تقویم هجری قمری است.
در تقویم هجری قمری قراردادی این روز سیصد و سیمین روز سال است.

## وقایع
- ۱۰ - رسیدن محمد پیامبر اسلام و هزاران نفر از مسلمان به مکه در حجةالوداع.
- ۱۲۲۸ - شکست «عباس میرزا» نایب السلطنه از قوای روسی در نبرد اصلاندوز.

## زادگان
- ۵۸۱: بهاءالدین زهیر
- شیخ «محمد غزالی» دانشمند بزرگ مصری (۱۳۳۵ ق)

## درگذشتگان
- ۱۳۶۱ - آیت اللَّه «محمدحسین غروی اصفهانی»، فقیه و عارف بزرگ